# Novi Kot
Novi Kot este o localitate din comuna Loški potok, Slovenia, cu o populație de 44 de locuitori.